# Cantone di Sens-1
Il Cantone di Sens-1 è una divisione amministrativa dell'Arrondissement di Sens.
È stato istituito a seguito della riforma dei cantoni del 2014, che è entrata in vigore con le elezioni dipartimentali del 2015.

## Composizione
Comprende parte della città di Sens e i comuni di:
- Saint-Clément
- Saint-Martin-du-Tertre